# Бялыницкий-Бируля, Витольд Каэтанович
Вито́льд Каэта́нович Бялыни́цкий-Бируля́ (бел. Вітольд Каэтанавіч Бялыніцкі-Біруля; 12 февраля 1872[…], Крынки, Могилёвская губерния — 18 июня 1957[…], Москва) — русский, советский и белорусский живописец-пейзажист, народный художник БССР (1944) и РСФСР (1947), действительный член Академии художеств СССР (1947). Член Товарищества передвижных художественных выставок (с 1904), Союза русских художников, АХРР (с 1922). Развивал традиции русского лирического пейзажа конца XIX века.

## Биография

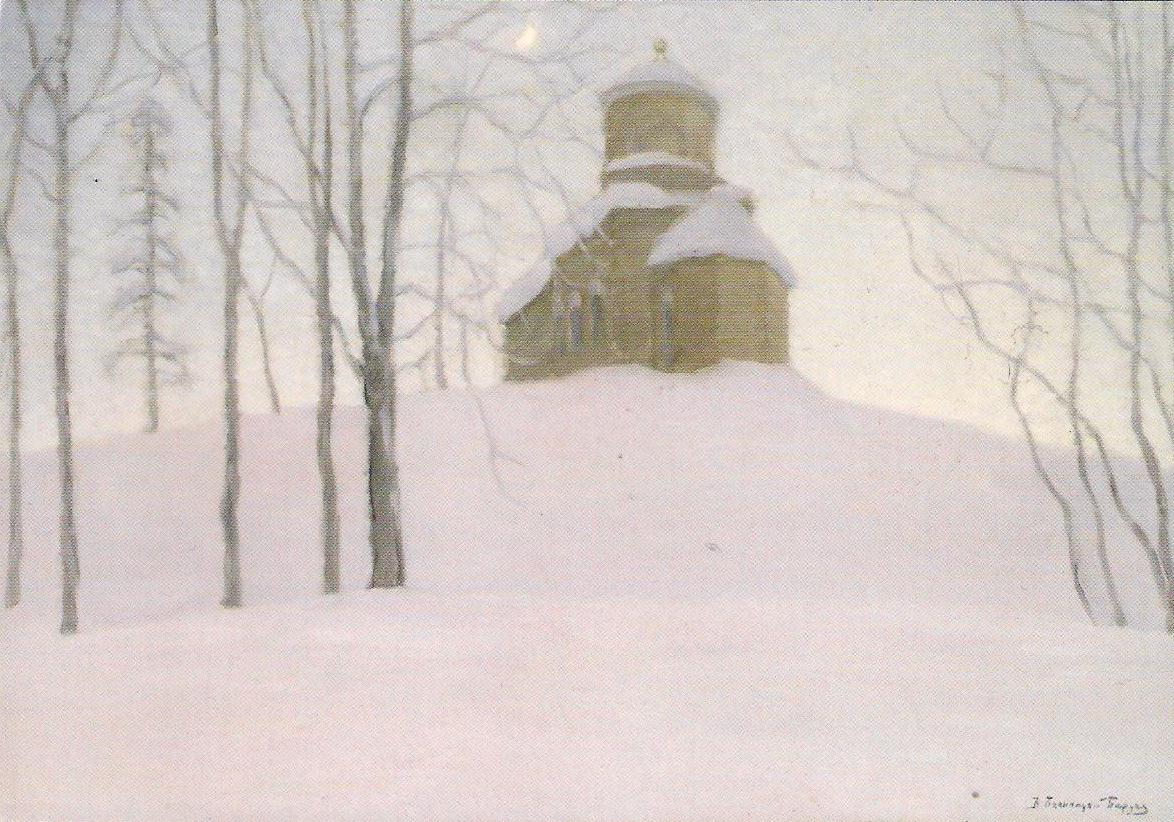
«Зимний сон», (1911), холст, масло, Национальный художественный музей Республики Беларусь

Родился 31 января (12 февраля) 1872 в деревне Крынки Белыничского района Могилёвской губернии Российской империи в семье мелкого арендатора. Имение Крынки находилось в трёх километрах к северу от д. Техтин и 20 км от Белыничей Могилёвской области. Семья часто меняла место жительства. Отец служил в днепровском пароходстве и часто брал сына в плавание по Днепру, Припяти и Сожу. Некоторое время художник жил в Киеве у старшего брата Александра. Учился сначала в Киевском кадетском корпусе, затем перешёл в Киевскую рисовальную школу Мурашко Н. И.(1885—1889), позже уехал в Москву и поступил в Московское училище живописи, ваяния и зодчества на курс к преподавателям Коровину С. А., Поленову В. Д., Прянишникову И. М. В Москве художник познакомился с И. Левитаном, работал в его мастерской. Под влиянием педагогов увлекся пейзажем. В 1892 году П. М. Третьяков приобретает для своей галереи полотно «Из окрестностей Пятигорска».
С 1897 года Бялыницкий-Бируля демонстрирует свои картины на выставках Московского общества любителей художеств и Московского товарищества художников, на Международных выставках и конкурсах. С 1899 года имя художника появляется в каталогах передвижных выставок. Пейзаж «Вечные снега», экспонировавшийся на Кавказской юбилейной выставке в 1901 году, отмечается золотой медалью. В 1904 году Бялыницкого-Бирулю избирают членом Товарищества передвижников, а через четыре года он удостаивается звания академика живописи. Является также членом Союза русских художников и Общества художников имени А. И. Куинджи. В 1911 году картина «Час тишины» получила две медали: почётную — в Мюнхене, бронзовую — в Барселоне.
В том же году им создана картина «Зимний сон» — одно из лучших полотен В. К. Бялыницкого-Бирули. За эту картину художник также был награждён бронзовой медалью на Международной выставке в Барселоне. В картине использован минимум средств выражения. Лишь несколько плоскостей и небольшое число линий составляют её композицию. В центре картины располагается храм, очертания которого выступают на фоне неба. Мазок едва заметен. Всё будто окутано дымкой сгущающихся сумерек. Несмотря на лаконизм выразительных средств, картина эмоционально насыщена, что достигается искусной разработкой оттенков цветовых соотношений.

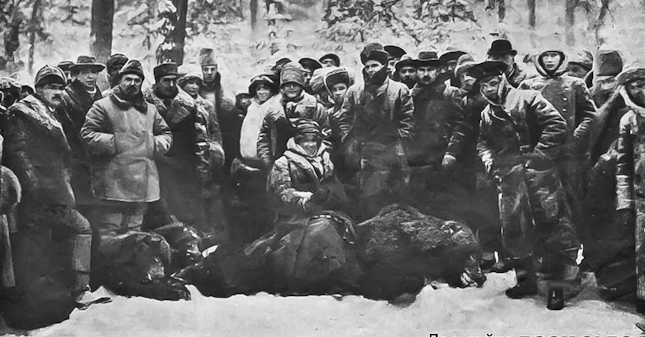
А. В. Моравов и В. К. Бялыницкий-Бируля (крайние слева), убившие трёх медведей в Сокольниках, приносят их в дар спикеру палаты общин Джеймсу Лоутеру.
Фотография К. А. Фишера, (1912)

В 1912 году художник приобрёл участок земли в Тверской губернии на берегу озера Удомля, недалеко от мест, где часто работал Левитан, и построил здесь дом с мастерской. Свою небольшую усадьбу он назвал «Чайка». С «Чайкой» связана большая часть творческой и личной жизни мастера. Озеро Удомля и его окрестности стали неисчерпаемым источником мотивов для его дальнейшего творчества. Члены партии и правительства приезжали на охоту в это имение, оставленное художнику как личная собственность.
В 1917 году организовал художественную школу для крестьянских детей. В живописи продолжает развивать традиции «русского импрессионизма», подобно Грабарю, Юону и Бакшееву.
В 1922 году стал членом Ассоциации художников революционной России. В советское время он продолжает развивать традиции русского лирического пейзажа конца XIX века, становится одним из создателей жанра мемориального пейзажа. В 1920-е и 1930-е годы художник много путешествует по стране. Его интересуют первые опыты реконструкции сельского хозяйства в совхозе «Гигант» и коммуне «Сейбит», строительство «Азовстали», преобразование Севера. В 1933, 1935 и 1937 годах побывал в Заполярье, чему посвящены несколько серий пейзажей.
В конце 1930-х годов получила новый импульс развития монументальная живопись, что было связано с необходимостью оформления большого числа общественных зданий и только что открывшейся Всесоюзной сельскохозяйственной выставки. Бялыницкий-Бируля готовит эскизы панно «Омск» и «Челябинск» павильона «Сибирь», размером 25 на 3 метра каждый. Панно расписывает художник И. С. Блохин.
В 1936 году художник посещает пушкинские места — Михайловское и Тригорское — и привозит оттуда целую серию картин. Побывав в усадьбе Чайковского в Клину, он выставляет новые пейзажи — уголки природы, которые любил классик русской музыки. Пишет также серии пейзажей Горок Ленинских, Гори и Ясной Поляны. В 1937 году удостоен звания «Заслуженный деятель искусств РСФСР».
Тема Великой Отечественной войны отмечена в творчестве художника картинами «Красная Армия в лесах Карелии», «По следам фашистских варваров» (1942).
В 1947 году ему присвоили звание народного художника РСФСР (звание народного художника Белорусской ССР он получил в 1944 году), избрали действительным членом Академии художеств СССР. С мая и до середины июня художник жил и работал на Белой даче в окрестностях Минска. Здесь он написал несколько десятков этюдов, которые стали основой цикла картин, посвящённых Беларуси. В окрестностях Минска был найден мотив для картины «Беларусь. Вновь зацвела весна».
Скончался 18 июня 1957 года в возрасте 85 лет. Похоронен в Москве на Новодевичьем кладбище.
Несколько работ художника находятся в Третьяковской галерее:
- Из окрестностей Пятигорска (1892)
- Весна (1911)
- Лёд прошёл (1930)
- Задумчивые дни осени (1932—1942)
- Нивогэс (1936—1937)
- Беларусь. Вновь зацвела весна (1947)[8].

Его картины находятся также в музеях Костромы, Нижнего Новгорода, Красноярска, Воронежа, Томска, Твери, Челябинска, Ставрополя, Семея, Сочи, Одессы, Омска, Днепропетровска, Киева, Минска (Национальный художественный музей Республики Беларусь), Могилёва и Белынич.

### Семья
- Первая жена Ольга Ивановна Бируля, урождённая Сувирова (1870—1920) — выпускница (вольнослушательница) МУЖВЗ, музыкант, литератор, переводчик;
  - дочь Любовь Витольдовна Бируля (1903—1948) — актриса московских театров, в том числе Театра драмы[уточнить] и МХАТ.
- Вторая жена Нина Александровна Лавренёва;
- Третья жена Елена Алексеевна Бируля, урождённая Алексеева, (в первом браке Стройкова) (1897—1979) — художница, выпускница школы-студии И. Ф. Рерберга и Рабфака искусств, первый хранитель дома-музея «Чайка», соорганизатор мемориальных музеев В. К. Бялыницкого-Бирули в Республике Беларусь.
- По словам российского политика-либертарианца Михаила Светова, Бялыницкий-Бируля является его дальним родственником[26].

## Память
- В Белыничах и Могилёве созданы художественные музеи имени академика живописи В. К. Бялыницкого-Бирули, где экспонируются полотна художника (Музей Бялыницкого-Бирули в Могилёве).
- В Белыничском районе постоянно проводятся пленэры с участием художников из Минска, Могилёва, Белынич, Москвы, Костромы после чего значительно пополняются фонды художественных музеев.
- В городском поселке Белыничи и Могилёве именем живописца названы улицы.
- На месте бывшего фольварка Крынки (уд. Техтин), где родился художник, установлен мемориальный знак.
- В Могилёве у Музея имени Бялыницкого-Бирули установлен бюст художника.
- В 1992 году снят биографический телефильм «Крест на земле и луна в небе» (по мотивам повести Виктора Карамазова «Крыж на зямлі і поўня ў небе : Эскізы, эцюды і споведзь Духу, альбо Аповесць-эсэ жыцця жывапісца і паляўнічага Бялыніцкага-Бірулі»); режиссёр Валерий Басов, «Национальная телерадиокомпания Беларуси».
- В 2022 году в честь 150-летия художника был выпущен почтовый блок — Совместный выпуск Российской Федерации и Республики Беларусь.
- Памятник в Белыничах.

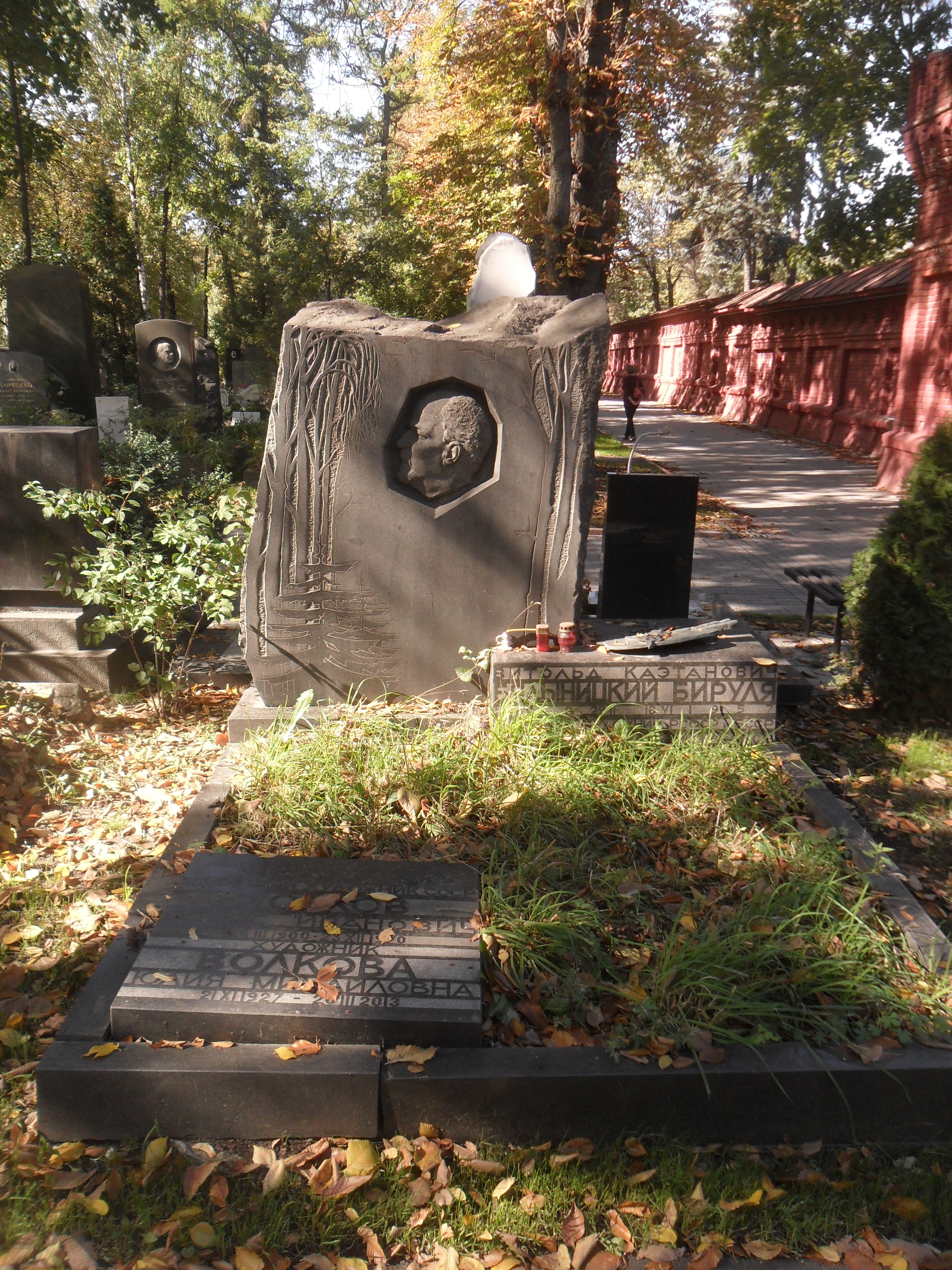
Могила Бялыницкого-Бирули на Новодевичьем кладбище Москвы.
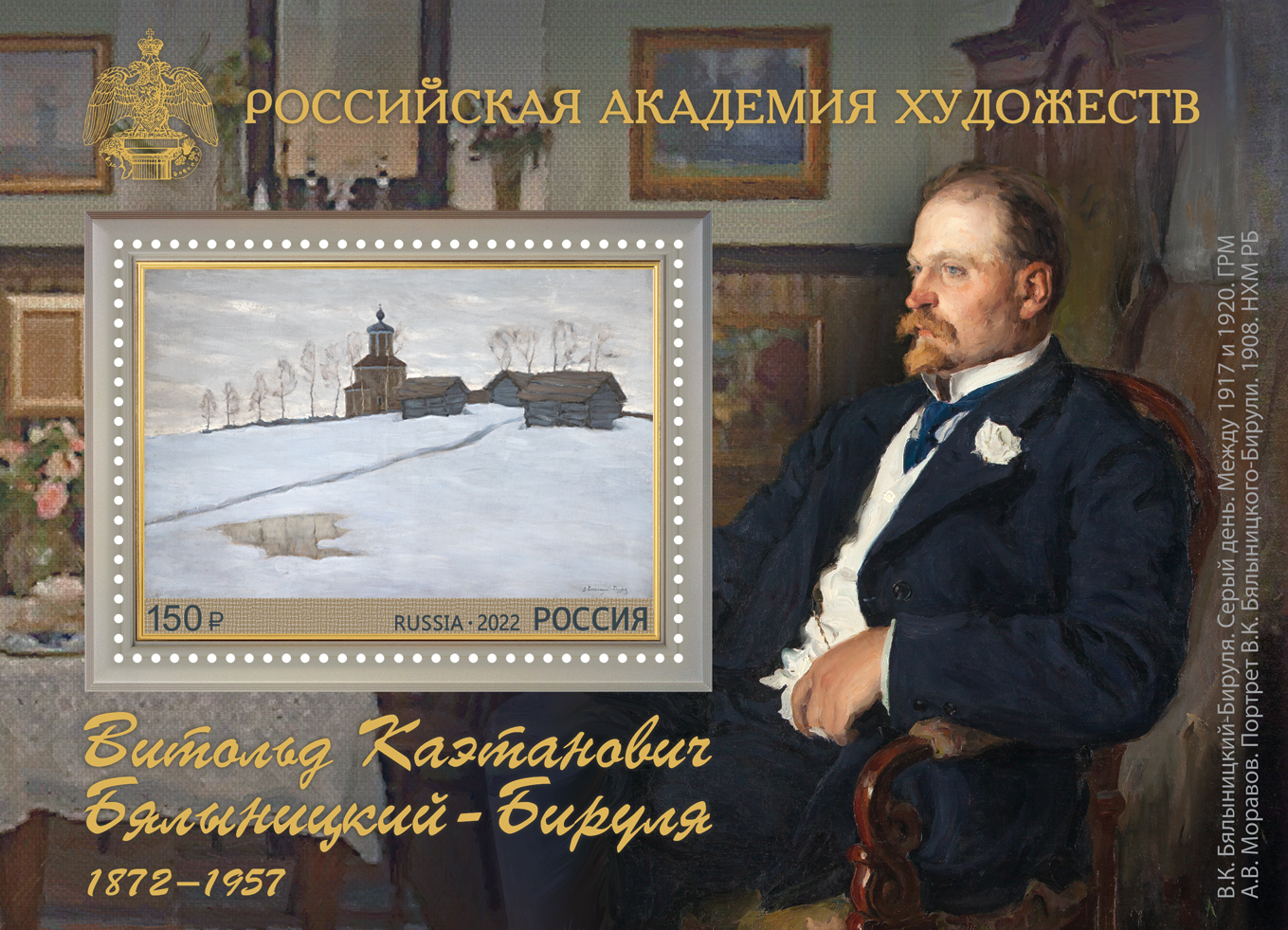
Почтовый блок 2022
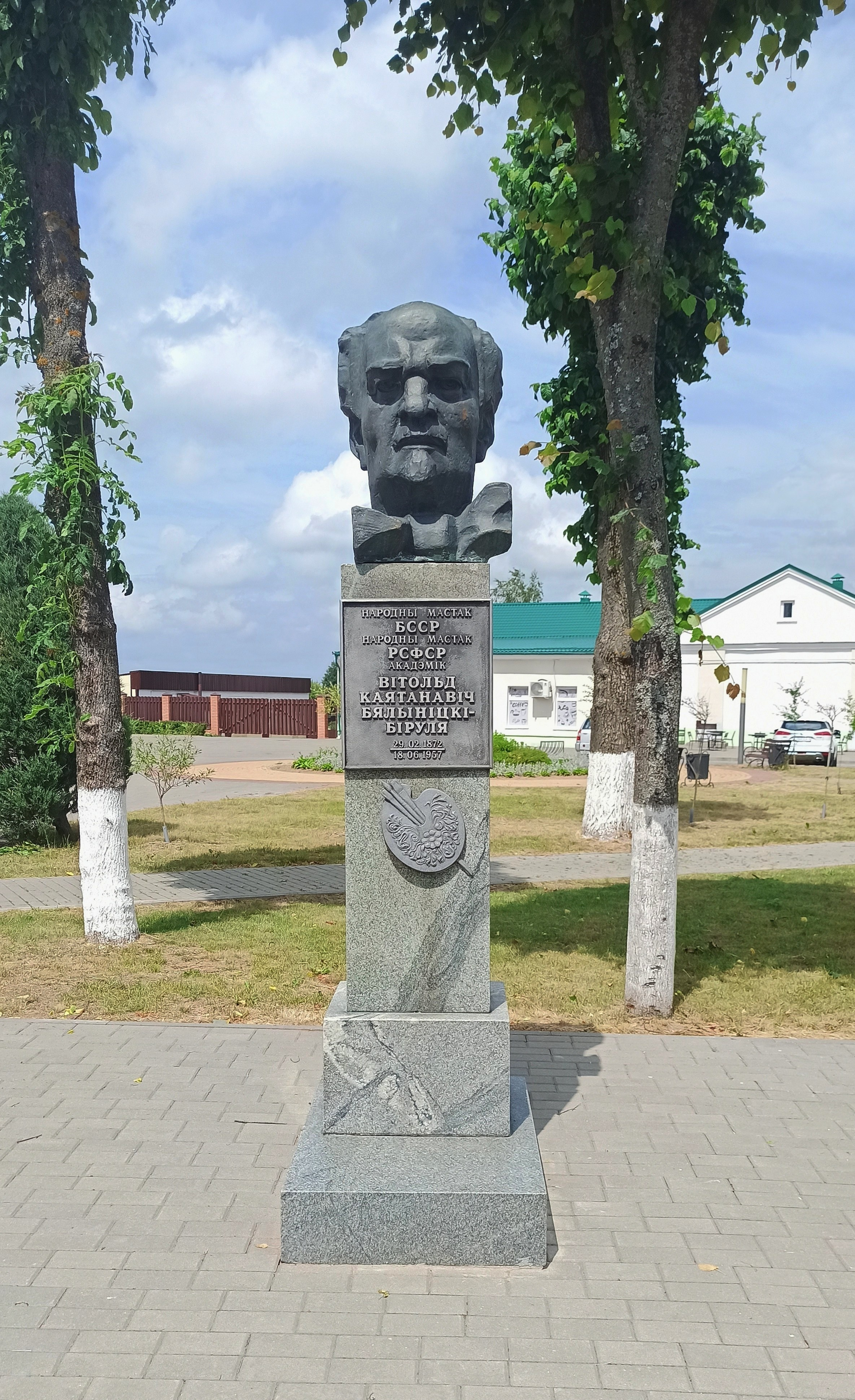
Бюст в Белыничах

## Комментарии
1. ↑  За цикл произведений «Родина В. И. Ленина» и «И. В. Сталин и люди советской страны в изобразительном искусстве»
2. ↑  Бялыницкий-Бируля был заядлым охотником, убившим за свою жизнь более сорока медведей. Архивировано 4 марта 2016 года..